# João Silva (compositor)
João Leocádio da Silva, também conhecido como Mestre João Silva (Arcoverde, 16 de agosto de 1935 — Recife, 6 de dezembro de 2013), foi um compositor, cantor e produtor musical brasileiro. 
Foi um dos maiores parceiros de Luiz Gonzaga ao longo de sua carreira, produzindo mais de cem músicas, entre elas sucessos tais como:  "Danado de bom","Nem se despediu de mim","Forró de Ouricuri","Pagode Russo","Arcoverde Meu" e "De fiá Pavi". Sua participação foi de fundamental importância para que em 1984, Luiz Gonzaga recebesse seu primeiro disco de ouro, com o LP "Danado de Bom".  
Em toda a sua vida João Silva compôs mais de duas mil músicas gravadas por grades nomes da música brasileira, como: Alcione, Abdias, Ary Lobo, Azulão, Benito de Paula, Beth Carvalho, Bezerra da Silva, Delmiro Barros, Demônios da Garoa, Dominguinhos, Elba Ramalho, Fagner, Falamansa, Flávio José, Flávio Leandro, Forró Limão com Mel, Forró Mastruz com Leite, Frejat, Genaro, Genival Lacerda, Jackson Antunes, Jackson do Pandeiro, Lenine, Luiz Gonzaga, Mariana Aydar, Marinês, Messias de Holanda, Moreira da Silva, Ney Matogrosso, Novinho da Paraíba, Núbia Lafaiete, Oswaldinho, Quinteto Violado, Rastapé, Santana, “O Cantador”, Silvério Pessoa, Sivuca, Trio Nordestino, Trio Parada Dura, Trio Virgulino, Wanderley Cardoso e Zeca Baleiro.  